# 桓台县
桓台县位于中国山东省中部偏北、小清河南岸，是淄博市所辖的一个县；位于山东半岛中部，地处鲁中山区和鲁北平原的结合地带。縣人民政府駐中心大街766號。
桓台連續七屆躋身中國百強縣，先後榮獲中國科技進步先進縣、中國文化先進縣、中國生態示範縣、中國文明縣城等榮譽稱號。

## 历史
金哀宗正大五年（1228年）置新城县。1914年易名耏水县，旋改桓台县；因境内有齐桓公戏马台而名。

## 人口
根據第七次全国人口普查數據，截至2020年11月1日零時，桓台縣常住人口為489479人。

## 行政区划
桓台县下辖2个街道办事处、7个镇：
索镇街道、少海街道、起凤镇、田庄镇、荆家镇、马桥镇、新城镇、唐山镇和果里镇。

## 产业
2019年，桓台县因其膜材料产业被冠名为“中国膜谷”。

## 交通
- 205国道过境。